# Untersiebenbrunn
Untersiebenbrunn ist eine Gemeinde mit 1791 Einwohnern (Stand 1. Jänner 2024) im Bezirk Gänserndorf in Niederösterreich.

## Geografie
Untersiebenbrunn liegt rund 20 km östlich von Wien im Marchfeld an dem nach Marchegg führenden Ast der Ostbahn in Niederösterreich. Die Fläche der Gemeinde umfasst 30,49 Quadratkilometer. 8,7 Prozent der Fläche sind bewaldet. Das Gemeindegebiet grenzt an die Weikendorfer Remise, dem ältesten Naturschutzgebiet Österreichs. 

### Gemeindegliederung
Neben Untersiebenbrunn existiert als weitere Katastralgemeinde Neuhof. Neuhof ist auch ein Ortsteil der Ortschaft Untersiebenbrunn.

### Nachbargemeinden
|                            | Weikendorf                                  | Weiden an der March |
| Obersiebenbrunn            | Kompassrose, die auf Nachbargemeinden zeigt | Lassee              |
| Leopoldsdorf im Marchfelde | Haringsee                                   |                     |

## Geschichte
Die erste urkundliche Erwähnung datiert aus 1115. Der Name wird von den „sieben“ (d. h. zahlreichen) Quellen des Stempfelbaches abgeleitet.
1340 wurde die erste Kirche in Form einer Wehrkirche errichtet. 1784 wurde Untersiebenbrunn zu einer eigenen Pfarre erhoben und dem Stift Melk inkorporiert.
Im Jahr 1910 wurden Gräber einer Ostgermanischen oder Alanisch-Sarmatischen Fürstin und eines Kindes aus dem 5. Jahrhundert gefunden, die aber nicht Aufschluss darüber gaben, ob Frau und Kind in der Gegend gelebt hatten oder nur im Begriff waren durchzuziehen. Jetzt wird der Name Untersiebenbrunn-Gruppe dieser Art Gräber aus dem 4. oder 5. Jahrhundert von den Archäologen gegeben, die in West- und Mitteleuropa aufgefunden worden sind, deren Material und Gegenstände vielfältig (Römisch, Sarmatisch, Germanisch, Alanisch) und gemischt sind. Es gibt andere bekannte Beispiele in Frankreich: Airan (Normandie), Hochfelden (Elsass) und Balleure (Burgund), in Deutschland: Fürst (Bayern), Altlußheim (Baden-Württemberg) und Wolfsheim (Rheinland-Pfalz),  in Portugal: Beja.
Zwischen Juni 1944 und März 1945 wurden in einem landwirtschaftlichen Anwesen zwei Männer, drei Frauen und drei Kinder, alle ungarische Juden, als Zwangsarbeiter eingesetzt.

### Religionen
Untersiebenbrunn ist Sitz einer römisch-katholischen Pfarre.
83,1 % der Einwohner sind römisch-katholisch. Zweitgrößte Glaubensgemeinschaft ist der Islam, zu dem sich 6,3 % bekennen. Andere Bekenntnisse bleiben unter 1 %. Ohne religiöses Bekenntnis sind 8,1 %.

## Kultur und Sehenswürdigkeiten

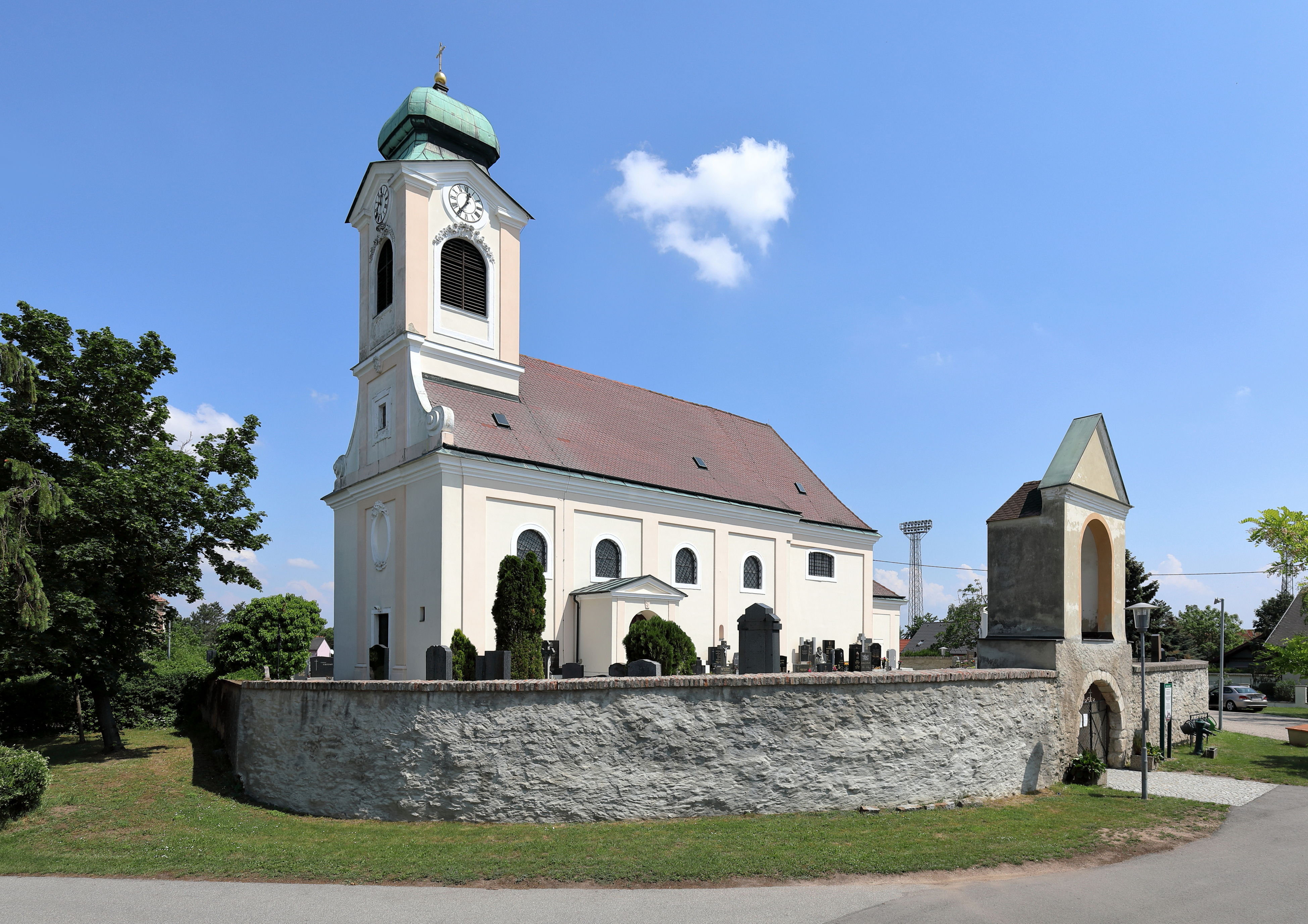
Pfarrkirche Untersiebenbrunn

- Katholische Pfarrkirche Untersiebenbrunn hl. Veit
- Tabernakelbildstock östlich der Ortschaft

## Wirtschaft und Infrastruktur
Im Jahr 2001 gab es 44 nichtlandwirtschaftliche Arbeitsstätten, nach der Erhebung von 1999 gab es 19 land- und forstwirtschaftliche Betriebe. Die Volkszählung von 2001 ergab eine Zahl der Erwerbstätigen am Wohnort von 657. Die Erwerbsquote lag 2001 bei 47,57 Prozent.

### Öffentliche Einrichtungen
In Untersiebenbrunn befindet sich eine Volksschule.

### Verkehr

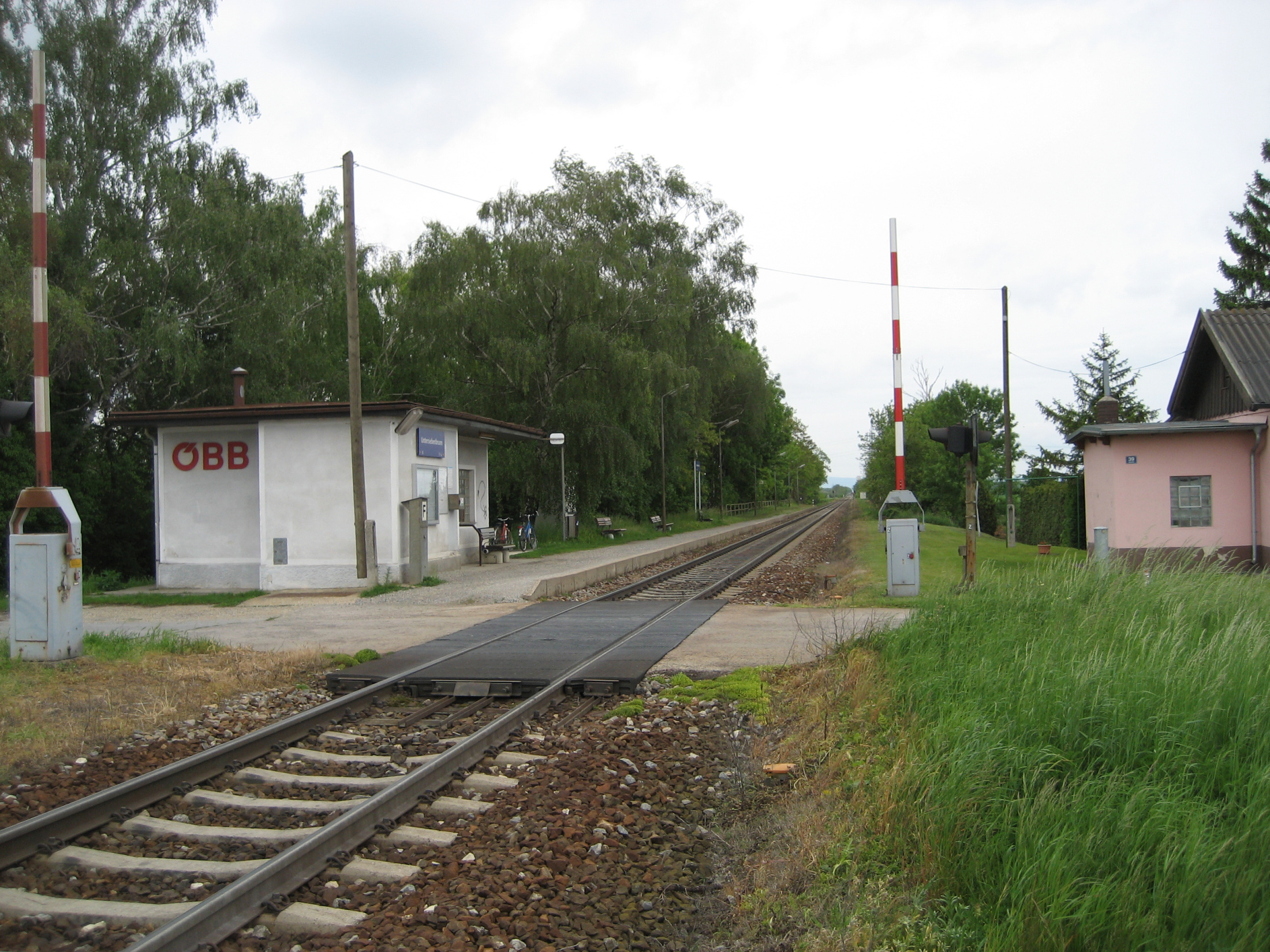
Bahnhof Untersiebenbrunn

- Bahn: Untersiebenbrunn liegt an der Marchegger Ostbahn, an der Haltestelle halten stündlich (am Wochenende alle zwei Stunden) Regionalzüge in Richtung Wien und Marchegg. Seit Oktober 2020 ist die Gemeinde Untersiebenbrunn an den Mikro-ÖV Verbund ISTmobil Marchfeld angebunden.[4]

## Politik

### Gemeinderat
Der Gemeinderat hat 19 Mitglieder.
- Nach den Gemeinderatswahlen in Niederösterreich 1990 hatte der Gemeinderat folgende Verteilung: 15 SPÖ und 4 ÖVP.
- Nach den Gemeinderatswahlen in Niederösterreich 1995 hatte der Gemeinderat folgende Verteilung: 10 SPÖ, 6 ÖVP und 3 USB 2000–Bürgerliste Untersiebenbrunn 2000.[5]
- Nach den Gemeinderatswahlen in Niederösterreich 2000 hatte der Gemeinderat folgende Verteilung: 12 SPÖ, 5 ÖVP und 2 USB 2000–Bürgerliste Untersiebenbrunn 2000.[6]
- Nach den Gemeinderatswahlen in Niederösterreich 2005 hatte der Gemeinderat folgende Verteilung: 13 SPÖ, 4 ÖVP und 2 BL2000–Bürgerliste Untersiebenbrunn 2000.[7]
- Nach den Gemeinderatswahlen in Niederösterreich 2010 hatte der Gemeinderat folgende Verteilung: 12 SPÖ, 6 ÖVP und 1 BL2000–Bürgerliste Untersiebenbrunn 2000.[8]
- Nach den Gemeinderatswahlen in Niederösterreich 2015 hatte der Gemeinderat folgende Verteilung: 11 SPÖ, 5 ÖVP und 3 FPÖ.[9]
- Nach den Gemeinderatswahlen in Niederösterreich 2020 hatte der Gemeinderat folgende Verteilung: 7 SPÖ, 6 ÖVP, 5 FPÖ und 1 Liste Untersiebenbrunn Liebenswert.[10]
- Nach den Gemeinderatswahlen in Niederösterreich 2025 hat der Gemeinderat folgende Verteilung:  8 ÖVP, 5 SPÖ,  3 FPÖ und 3 Liste Untersiebenbrunn Liebenswert.[11]

### Bürgermeister
- bis 2006 Franz Chromecek (SPÖ)
- 2006–2016 Rudolf Plessl (SPÖ)
- 2016–2019 Reinhold Steinmetz (SPÖ),[12][13] zurückgetreten im Juni 2019[14][15]
- 2019–2020 Helmut Wagner (SPÖ)[16]
- seit 2020 Dagmar Zier (ÖVP)[17]

## Persönlichkeiten

### Söhne und Töchter der Gemeinde
- John Mars, geboren als Hans Materschläger (1898–1985), Wirtschaftswissenschaftler
- Ernest Brezovszky (1927–2003), Beamter, Abgeordneter zum Landtag und Landesrat der Niederösterreichischen Landesregierung

### Personen mit Bezug zur Gemeinde
- Dieter Dorner (* 1967), Politiker, Abgeordneter zum Landtag von Niederösterreich